# Betriebsspannungsunterdrückung
Die Betriebsspannungsunterdrückung (englisch Power Supply Rejection, kurz PSR oder englisch Supply Voltage Rejection, kurz SVR) in der Elektronik besagt, dass eine Beeinflussung der Ausgangsspannung eines Verstärkers durch die Betriebsspannung unterdrückt wird oder in welchem Umfang das möglich ist. Insbesondere wird der Begriff bei Operationsverstärkern verwendet. Die Einwirkung der Versorgungsspannung wird auch durch ihren Versorgungsspannungsdurchgriff angegeben.

## Grundlagen
Für den durch keine Störeinflüsse beeinträchtigten Operationsverstärker gilt die Gleichung
{\displaystyle U_{\mathrm {a} }=V_{0}\ U_{\mathrm {d} }}
mit
der Eingangsdifferenzspannung {\displaystyle U_{\mathrm {d} }}
der Ausgangsspannung {\displaystyle U_{\mathrm {a} }}
der Leerlaufspannungsverstärkung {\displaystyle V_{0}}.
Beim realen Operationsverstärker kommt der Einfluss einer Änderung der Betriebsspannung {\displaystyle U_{\mathrm {B} }} mit der Betriebsspannungsverstärkung {\displaystyle V_{\mathrm {B} }} hinzu:
{\displaystyle U_{\mathrm {a} }=V_{0}\ U_{\mathrm {d} }+V_{\mathrm {B} }\ \Delta U_{\mathrm {B} }}.
Dabei besagt {\displaystyle V_{\mathrm {B} }={\frac {\partial U_{\mathrm {a} }}{\partial U_{\mathrm {B} }}}}, in welchem Umfang sich {\displaystyle U_{\mathrm {a} }} ändert, wenn sich {\displaystyle U_{\mathrm {B} }} ändert.
Da die Betriebsspannungsverstärkung eine unerwünschte Eigenschaft ist, wird sie in Datenblättern nicht angegeben, sondern es wird angegeben, wie viel höher die Leerlaufspannungsverstärkung im Verhältnis zur Betriebsspannungsverstärkung ist durch die Betriebsspannungsunterdrückung
{\displaystyle B={\frac {V_{0}}{V_{\mathrm {B} }}}}.
Dabei wird meistens statt der Betriebsspannungsunterdrückung ihr logarithmisches Betriebsspannungsunterdrückungsmaß in Dezibel angegeben:
{\displaystyle Q_{\mathrm {(V)} B}=20\lg {\frac {V_{0}}{V_{\mathrm {B} }}}{\text{ dB}}}
Häufig wird die Abkürzung PSRR für englisch Power Supply Rejection Ratio oder SVRR für englisch Supply Voltage Rejection Ratio wie ein Formelzeichen gebraucht, dabei uneinheitlich entweder für das Verhältnis {\displaystyle B} oder das logarithmierte Verhältnis {\displaystyle Q_{\mathrm {(V)} B}}.
Nach der Umrechnung
{\displaystyle U_{\mathrm {a} }=V_{0}\ U_{\mathrm {d} }+V_{\mathrm {B} }\ \Delta U_{\mathrm {B} }=V_{0}(U_{\mathrm {d} }+{\frac {1}{B}}\;\Delta U_{\mathrm {B} })}
ist der zweite Summand in der Klammer die Offsetspannung {\displaystyle U_{\mathrm {OS} }} oder im speziellen Zusammenhang hier ihr Anteil {\displaystyle {\frac {\partial U_{\mathrm {OS} }}{\partial U_{\mathrm {B} }}}\Delta U_{\mathrm {B} }}, der sich ergibt, wenn die Betriebsspannung driftet. Dabei ist {\displaystyle {\frac {\partial U_{\mathrm {OS} }}{\partial U_{\mathrm {B} }}}={\frac {1}{B}}} und heißt Versorgungsspannungsdurchgriff oder Versorgungsspannungsempfindlichkeit.
Ferner wird ein Unterdrückungsfaktor {\displaystyle K_{\mathrm {SVR} }} verwendet, der durch {\displaystyle K_{\mathrm {SVR} }={\frac {\Delta U_{\mathrm {B} }}{\Delta U_{\mathrm {OS} }}}} definiert ist und sich damit zu {\displaystyle K_{\mathrm {SVR} }=B} ergibt.
Entsprechend dem Merkmal der Versorgungsspannungsunterdrückung gibt es für Operationsverstärker auch das Merkmal der Gleichtaktunterdrückung (englisch Common-Mode Rejection, CMR).

## Werte
Der für jeden Operationsverstärker typische Wert zur Betriebsspannungsunterdrückung wird in seinem Datenblatt angegeben. Sowohl Werte PSRR < 80 dB als auch > 120 dB sind zu finden. Solche Angaben gibt es für unipolare wie für bipolare Ausführungen. In Ausnahmefällen sind für Bipolartypen getrennte Angaben vorhanden für die Änderung der positiven und der negativen Speisespannung.

## Beispiel
Bei einem Operationsverstärker mit einem PSRR von 100 dB, welcher in einer Schaltung mit einer Verstärkung des geschlossenen Kreises von 40 dB eingesetzt wird, darf sich die Speisespannung maximal um 1 V ändern, wenn die Abweichung trotz der Betriebsspannungsunterdrückung am Ausgang des Operationsverstärkers unter 1 mV bleiben soll.